# Бенуа, Ирина Николаевна
Ирина Николаевна Бенуа (урождённая Осипова, 16 мая 1912, Санкт-Петербург — 31 января 2004) — советский и российский архитектор-реставратор, матриарх ленинградской школы реставраторов. Народный архитектор Российской Федерации (2000).

## Биография
Родилась в семье Николая Михайловича Осипова, профессора Академии художеств, и Зои Леонидовны (урождённой ван дер Флаас), выпускницы Петербургской консерватории.
Муж (с 1937 года) — ленинградский архитектор Михаил Бенуа (1912—1955), внучатый племянник Леонтия и Александра Бенуа. В браке родилась дочь.
В 1937 году окончила архитектурный факультет Академии художеств по специальности архитектор-художник. Работала архитектором-проектировщиком в архитектурной мастерской И. И. Фомина и Е. А. Левинсона (Ленинград), одновременно преподавала архитектурную графику в Ленинградском строительном техникуме.
Пережила в Ленинграде первую блокадную зиму; в 1942 году с дочерью эвакуировалась в Барнаул. Осенью 1945 года вернулась домой, поступила на работу в Ленинградские архитектурно-реставрационные мастерские.

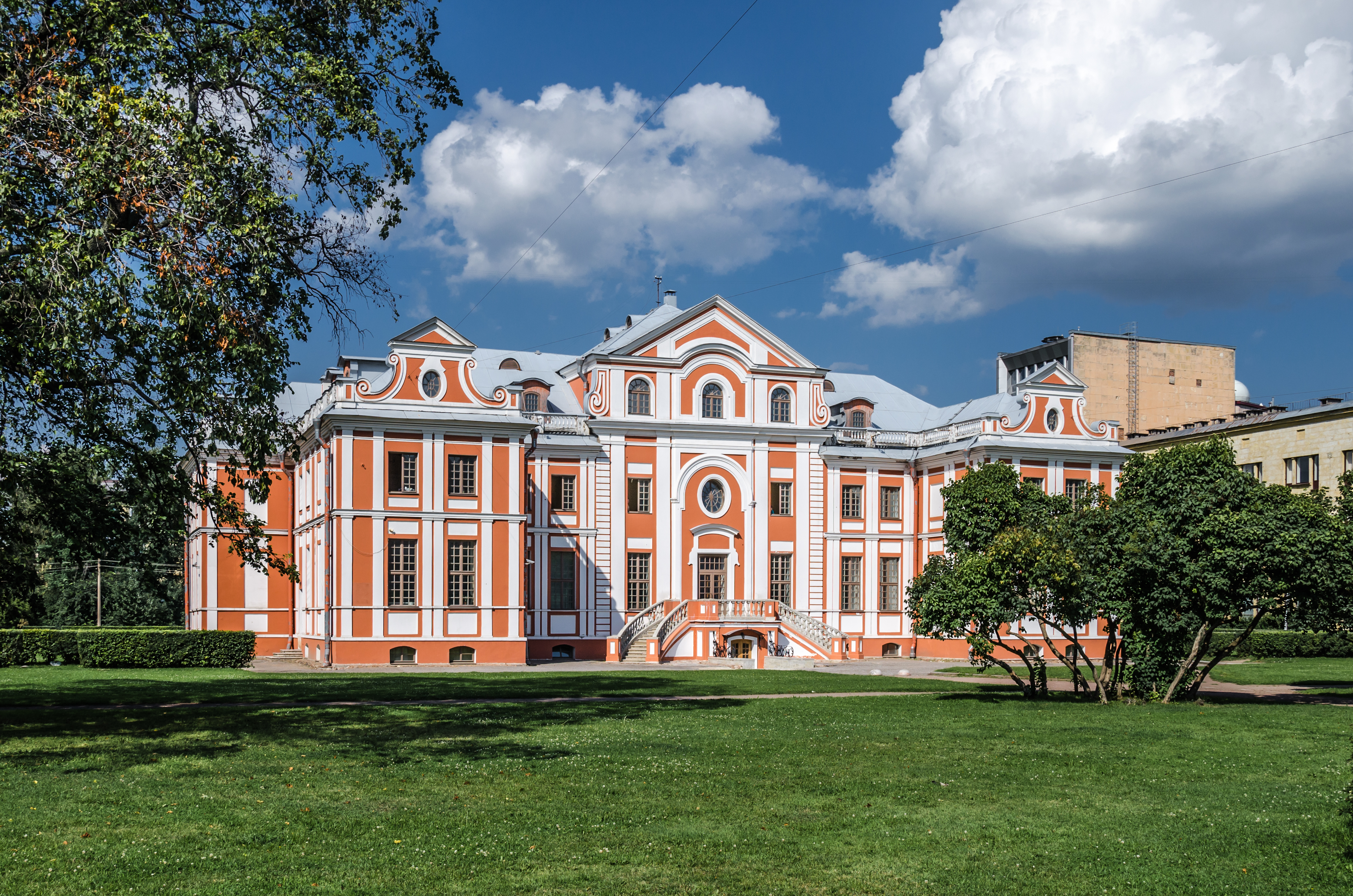
Кикины палаты

Участвовала в восстановлении Ленинграда после блокады. В 1946—1953 годах восстанавливала Мещанское (Александровское) училище. В 1952—1956 годах ею были восстановлены в предполагаемом первоначальном виде Кикины палаты. Ей принадлежат нереализованные проекты реставрации Петропавловского собора и Пантелеймоновской церкви, не утратившие научной и практической актуальности по сей день.
В 1965 году Ленмостотрест выступил с инициативой возвращения Старо-Калинкину мосту исторического облика. Проект был составлен Ириной Бенуа.
В 1955—1960 гг. по чертежам А. И. Штакеншнейдера ею были отреставрированы фасады Собственной дачи в Петродворце с приспособлением под базу отдыха Ленинградского инженерно-строительного института.
В 1967 году под её руководством отреставрирован Каменноостровский театр, в 1978 году — завершена реставрация Коттеджа в Петергофе (тогда Петродворец).
Умерла 31 января 2004 года и была похоронена рядом с мужем на Большеохтинском кладбище в Санкт-Петербурге.

## Звания
- Заслуженный архитектор РСФСР (1988)[7]
- Почётный гражданин Петергофа (1994)[5]
- Народный архитектор Российской Федерации (2000) — за выдающийся вклад в развитие архитектуры и сохранение архитектурного наследия России[3]
- Почётный член Российской Академии архитектуры и строительных наук